# National Basketball Association 2016/2017
National Basketball Association 2016/2017 var den 71:a säsongen av NBA, där seriespelet löpte från den 25 oktober 2016 till den 12 april 2017, följt av ett slutspel från den 15 april 2017.
NBA-draften hölls den 23 juni 2016 i Barclays Center i Brooklyn, New York. Första valet gjordes av Philadelphia 76ers, som valde Ben Simmons.
NBA:s 65:a All Star-match spelades den 19 februari 2017 i Smoothie King Center i New Orleans. Western Conference vann över Eastern Conference med 192–182.